# Carmen McRae
Carmen Mercedes McRae (Harlem, Nova York, 8 d'abril de 1920 – Beverly Hills, Califòrnia, 10 de novembre de 1994) va ser una cantant de jazz, pianista, compositora i actriu nord-americana. És considerada una de les vocalistes de jazz més influents del segle XX i se la recorda per la forma especial del seu fraseig i la interpretació irònica de les lletres.

## Primers anys i educació
El seu pare, Osmond, i la seva mare, Evadne (Gayle) McRae, eren immigrants de Jamaica. Carmen va començar a estudiar piano quan tenia vuit anys, i la música dels grans del jazz com Louis Armstrong i Duke Ellington omplia casa seva. Quan tenia 17 anys va conèixer la cantant Billie Holiday. Ja d'adolescent, McRae va cridar l'atenció de Teddy Wilson i la seva dona, la compositora Irene Kitchings. Una de les primeres cançons de McRae, «Dream of Life», va ser gravada l'any 1939, gràcies a la seva influència, per l'eterna col·laboradora de Wilson, Billie Holiday. McRae considerà sempre que Holiday havia estat la seva influència principal.

## Carrera inicial
Al final de l'adolescència i fins als vint anys, McRae tocava el piano a Minton's Playhouse, cantava com a corista i va treballar com a secretària. Va ser a Minton's on va conèixer el trompetista Dizzy Gillespie, el baixista Oscar Pettiford i el bateria Kenny Clarke. Va tenir la seva primera feina important com a pianista amb la big band de Benny Carter (1944), va treballar amb Count Basie (1944) i sota el nom de «Carmen Clarke» (s'havia casat amb Clarke), i va fer el seu primer enregistrament com a pianista amb la Mercer Ellington Band (1946–47). Però va ser mentre treballava a Brooklyn quan va cridar l'atenció de Milt Gabler, de Decca. La seva associació de cinc anys amb Decca va donar 12 LPs.

## Interludi de Chicago
El 1948 es va traslladar a Chicago amb el còmic i imitador George Kirby, de qui s'havia enamorat. Al final de la relació va treballar com a pianista i cantant a l'Archway Lounge. Va tocar el piano de manera constant durant gairebé quatre anys en diversos clubs de Chicago abans de tornar a Nova York el 1952. A Chicago va desenvolupar el seu propi estil específic. Aquells anys a Chicago, va dir McRae al Jazz Forum, «em van donar tot el que tinc ara. Aquesta és la formació més destacada que he tingut mai».

## Tornada a Nova York
De tornada a Nova York a principis dels anys 50, McRae va aconseguir el contracte discogràfic que iniciava la seva carrera. Va ser votada com a millor vocalista femenina nova de 1954 per la revista DownBeat.
Entre els seus projectes discogràfics més interessants es troben Mad About The Man (1957) amb el compositor Noël Coward, Boy Meets Girl (1957) amb Sammy Davis Jr., participant a The Real Ambassadors (1961), de Dave Brubeck, amb Louis Armstrong, un àlbum tribut. You're Lookin' at Me (A Collection of Nat King Cole Songs) (1983), editant un àlbum de duets en directe amb Betty Carter, The Carmen McRae-Betty Carter Duets (1987), acompanyat per Dave Brubeck i George Shearing, i tancant la seva carrera amb homenatges a Thelonious Monk, Carmen Sings Monk (1990) i Sarah Vaughan, Sarah: Dedicated to You (1991).
Com a resultat de la seva primera amistat amb Billie Holiday, mai va actuar sense cantar almenys una cançó associada a «Lady Day», i va gravar un àlbum el 1983 en honor seu titulat For Lady Day, que va ser llançat el 1995, amb cançons que incloïen «Good Morning Heartach», «Them There Eyes», «Lover Man», «God Bless the Child» i «Don't Explain». McRae també va gravar amb alguns dels millors músics de jazz del món en àlbums com Take Five Live (1961) amb Dave Brubeck, Two for the Road (1980) amb George Shearing i Heat Wave (1982), amb Cal Tjader. Els dos últims àlbums formaven part d'una notable relació de vuit anys amb Concord Jazz.

## Actuacions
McRae va cantar en clubs de jazz dels Estats Units durant més de cinquanta anys. Va ser una intèrpret popular al Festival de Jazz de Monterey (1961–63, 1966, 1971, 1973, 1982), actuant amb l'orquestra de Duke Ellington al Festival de Jazz del Mar del Nord el 1980, cantant «Don't Get Around Much Anymore» i al Festival de Jazz de Montreux el 1989. Va marxar de Nova York cap al sud de Califòrnia a finals dels anys 60, però actuava a Nova York amb regularitat, generalment al Blue Note, on mantingué dos compromisos a l'any durant la major part dels anys vuitanta. Al maig-juny de 1988 va col·laborar amb Harry Connick Jr. a la cançó «Please Don't Talk About Me When I'm Gone» (S. Clare & S. Stept) a la ciutat de Nova York als RCA Studios, per a l'àlbum debut de Connick, 20. Es va retirar de l'actuació pública el maig de 1991 després d'un episodi d'insuficiència respiratòria només unes hores després de completar un compromís al club de jazz Blue Note de Nova York.

## Vida personal
MacRae es va casar dues vegades: amb el bateria Kenny Clarke del 1944 al 1956, i amb el baixista Ike Isaacs, de 1956 a 1967. En tots dos casos se'n va divorciar.

## Mort
El 10 de novembre de 1994, McRae va morir a la seva casa de Beverly Hills, Califòrnia, a l'edat de 74 anys. Havia caigut en semicoma quatre dies abans, un mes després d'haver estat hospitalitzada per un ictus.

## Premis
| Any  | Categoria                                       | Títol                                                             | Etiqueta                 | Resultat |
| ---- | ----------------------------------------------- | ----------------------------------------------------------------- | ------------------------ | -------- |
| 1971 | Millor interpretació de jazz - solista          | Carmen McRae                                                      | Atlantic                 | Nominat  |
| 1977 | Millor interpretació vocal de jazz              | Al Great American Music Hall                                      | Blue Note                | Nominat  |
| 1984 | Millor interpretació vocal de jazz              | You're Lookin' at Me (Una col·lecció de cançons de Nat King Cole) | Concord Jazz             | Nominat  |
| 1987 | Millor interpretació vocal de jazz femenina     | Qualsevol vell temps                                              | Denon                    | Nominat  |
| 1988 | Millor interpretació vocal de jazz - duo o grup | Els duets Carmen McRae-Betty Carter                               | Gran American Music Hall | Nominat  |
| 1988 | Millor interpretació vocal de jazz femenina     | Fins i suaus                                                      | Concord Jazz             | Nominat  |
| 1990 | Millor interpretació vocal de jazz femenina     | Carmen Canta Monjo                                                | Novus                    | Nominat  |

| Any  | Organització                    | Categoria | Resultat   |
| ---- | ------------------------------- | --- | ---------- |
| 1993 | NAACP                           | <a href="https://en.wikipedia.org/wiki/NAACP_Image_Awards" rel="mw:ExtLink" title="NAACP Image Awards" class="cx-link" data-linkid="249">NAACP Image Awards</a> | Guanyadora |
| 1994 | Dotació Nacional per a les Arts | NEA Jazz Masters | Guanyadora |

## Discografia
Carmen McRae va enregistrar més de seixanta àlbums, entre els quals:
- A Foggy Day with Carmen McCrae (Stardust, 1953)
- Carmen McRae (Bethlehem, 1955)
- By Special Request (Decca, 1956)
- Torchy! (Decca, 1956)
- Blue Moon (Decca, 1956)
- Boy Meets Girl amb Sammy Davis Jr. (Decca, 1957)
- After Glow (Decca, 1957)
- Mad About the Man - Carmen McRae Sings Noel Coward (Decca, 1958)
- Carmen for Cool Ones (Decca, 1958)
- Birds of a Feather (Decca, 1958)
- Porgy and Bess amb Sammy Davis Jr. (Decca, 1959)
- My Foolish Heart (Vocalion, 1969), recopilació d'enregistraments de Decca
- Book of Ballads (Kapp, 1959)
- When You're Away (Kapp, 1959)
- Performing Music from the Subterraneans d'André Previn amb Gerry Mulligan, McRae (MGM, 1960)
- Something to Swing About (Kapp, 1960)
- Play Dave Brubeck's Points on Jazz amb Gold i Fizdale (Columbia, 1961)
- Tonight Only! amb Dave Brubeck (Columbia, 1961)
- Carmen McRae at the Flamingo Jazz Club a.k.a. In London (Ember (UK), 1961)
- Carmen McRae Sings Lover Man and Other Billie Holiday Classics (Columbia, 1962)
- Take Five Live amb Dave Brubeck (Columbia, 1962)
- The Real Ambassadors amb Louis Armstrong And His Band, Dave Brubeck, Lambert, Hendricks &amp; Ross (Columbia Masterworks, 1962)
- Something Wonderful (Columbia, 1963)
- Live at Sugar Hill San Francisco a.k.a. In Person (Time, 1963)
- Bittersweet (Focus, 1964)
- Second to None (Mainstream, 1964)
- Haven't We Met? (Mainstream, 1965)
- Woman Talk (Mainstream, 1966)
- Alfie (Mainstream, 1966)
- For Once in My Life (Atlantic, 1967)
- Portrait of Carmen (Atlantic, 1968)
- The Sound of Silence (Atlantic, 1968)
- "Live" & Wailing (Mainstream, 1968), recorded 1965
- Just a Little Lovin' (Atlantic, 1970)
- Carmen McRae (Mainstream, 1971), recordings from 1965 and 1966
- Carmen's Gold (Mainstream, 1971)
- Carmen (Temponic, 1972)
- The Great American Songbook: Live at Donte's (Atlantic, 1972)
- Alive! (Mainstream, 1973), recopilació de Woman Talk and Live & Wailing
- It Takes a Whole Lot of Human Feeling (Groove Merchant, 1973), reeditat combinat amb Ms. Jazz des de 1975 com Velvet Soul
- Ms. Jazz (Groove Merchant, 1974)
- As Time Goes By - Carmen McRae Alone, Live at the Dug (Victor, 1974)
- Live and Doin' It (Mainstream, 1974)
- I Am Music (Blue Note, 1975)
- Live at Century Plaza (Atlantic, 1975), gravat 1968
- November Girl with Kenny Clarke/Francy Boland Big Band (Black Lion, 1975), gravat 1970
- Can't Hide Love (Blue Note, 1976)
- At the Great American Music Hall (Blue Note, 1977)
- Ronnie Scott's Presents Carmen McRae Live (Pye, 1977)
- Blue Note Meets the L.A. Philharmonic (Blue Note, 1978), quatre cançons de McRae
- Jazz Gala 79 a.k.a. Live at MIDEM (Personal Choice, 1979)
- I'm Coming Home Again (Buddha, 1980)
- Two for the Road amb George Shearing (Concord Jazz, 1980)
- Recorded Live at Bubba's (Who's Who in Jazz, 1981)
- Ms. Magic (Accord, 1982), gravat 1978, també en la reedició de I'm Coming Home Again, mateixes sessions
- Love Songs (Accord, 1982), com a Ms. Magic
- Heat Wave amb Cal Tjader (Concord Jazz, 1982)
- I Hear Music amb Chris Connor (Affinity, 1983)
- You're Lookin' at Me (A Collection of Nat King Cole Songs) (Concord Jazz, 1984)
- Any Old Time (Denon, 1986)
- The Carmen McRae-Betty Carter Duets (Great American Music Hall, 1988)
- Fine and Mellow: Live at Birdland West (Concord Jazz, 1988)
- Carmen Sings Monk (Novus, 1990), nominat al Grammy
- Sarah: Dedicated to You (Novus, 1991)
- New York State of Mind: Live at Bird (Victor (Jp), 1992), gravat al 1989
- For Lady Day Volume 1 (Novus, 1995), gravat al 1981
- For Lady Day Volume 2 (Novus, 1995), gravat al 1981
- Everything Happens to Me (Jazz Hour, 1997), gravat en directe al Montreux Jazz Festival 1982
- Dream of Life (Qwest, 1998), gravat al 1989
- Ella Fitzgerald and Billie Holiday at Newport (Verve, 2001), gravat al 1958
- At Ratso's Volume 1 (Hitchcock Media, 2002), gravat al 1976
- At Ratso's Volume 2 (Hitchcock Media, 2002), gravat al 1976
- Live at Umbria Jazz (Egea, 2002), gravat en directe al Umbria Jazz Festival 1990
- Marion McPartland's Piano Jazz (The Jazz Alliance, 2002), gravat al 1985
- Last Live in Tokyo (DVD, Nippon Crown, 2004), gravat al 1989
- I'm Coming Home Again (Essential Media 2008)

### Singles (llista seleccionada)
- «Live for Life» b/n «A Cottage for Sale» amb Herbie Mann (Atlantic, 1967)

## Filmografia

### Pel·lícules
- 1955: The Square Jungle - Ella mateixa[14]
- 1960: The Subterraneans - Ella mateixa[15]
- 1967: Hotel
- 1985: la interpretació de McRae de You Took Advantage of Me donava suport a la seqüència de crèdit del títol de Real Genius
- 1986: Jo Jo Dancer, Your Life Is Calling

### Televisió
- 1976: Soul
- 1976: Sammy and Company
- 1979: Carmen McRae in Concert
- 1979: Roots: The Next Generations
- 1980: From Jumpstreet
- 1981: At the Palace
- 1981: Billie Holiday. A Tribute
- 1982: L. A. Jazz